# Powiat siedlecki

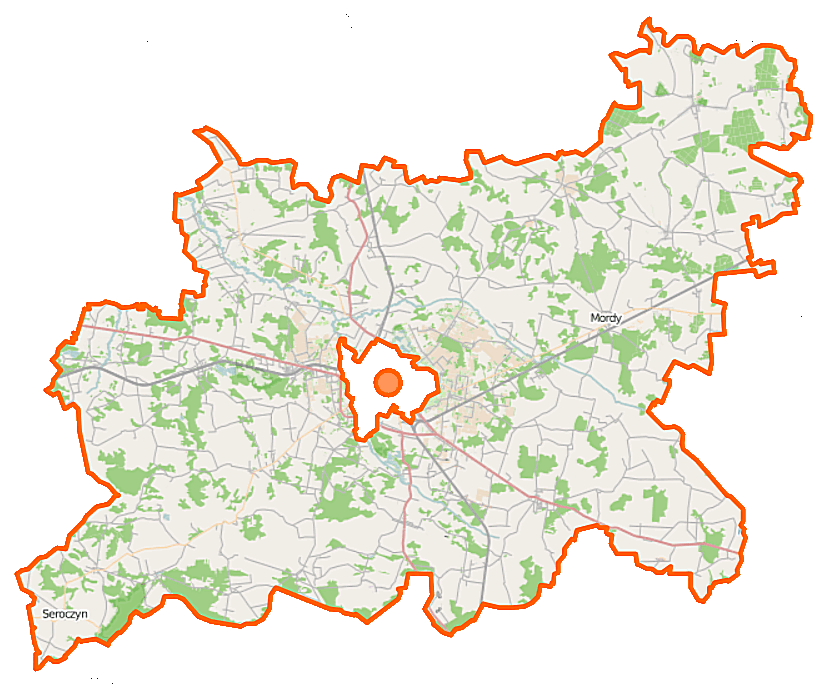
Mapa powiatu

Powiat siedlecki – powiat w Polsce (województwo mazowieckie), utworzony w 1999 w ramach reformy administracyjnej. Jego siedzibą jest miasto Siedlce.
W skład powiatu wchodzą:
- gminy miejsko-wiejskie: Mordy
- gminy wiejskie: Domanice, Korczew, Kotuń, Mokobody, Paprotnia, Przesmyki, Siedlce, Skórzec, Suchożebry, Wiśniew, Wodynie, Zbuczyn
- miasta: Mordy

Według danych z 31 grudnia 2019 powiat zamieszkiwały 81 362 osoby. Natomiast według danych z 30 czerwca 2020 powiat zamieszkiwały 81 402 osoby.

## Struktura powierzchni
Powierzchnia geodezyjna powiatu siedleckiego wynosi 160322 ha. w tym:
- 118766 ha – użytków rolnych
- 28638 ha – lasów i gruntów leśnych
- 12918 ha – pozostałych gruntów

## Demografia

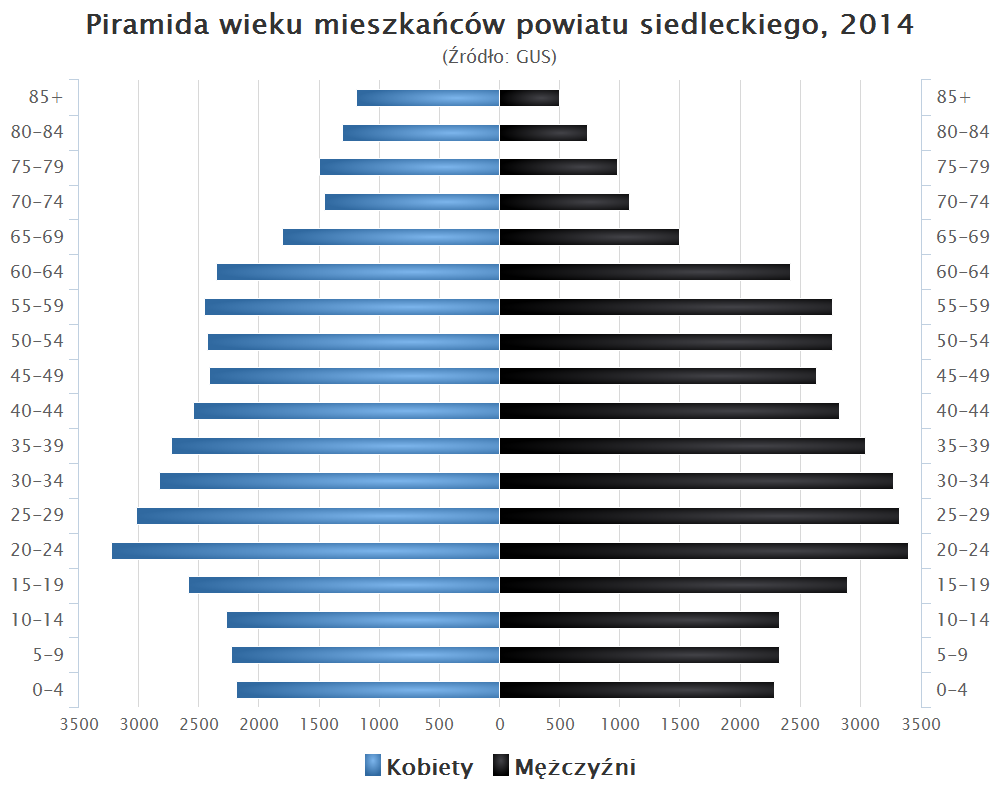
Piramida wieku mieszkańców powiatu siedleckiego w 2014

Liczba ludności (dane z 30 czerwca 2005):
|        | Ogółem | Ogółem | Kobiety | Kobiety | Mężczyźni | Mężczyźni |
| osób   | %      | osób   | %       | osób    | %         |           |
| ------ | ------ | ------ | ------- | ------- | --------- | --------- |
| Ogółem | 80 566 | 100    | 40 002  | 49,65   | 40 564    | 50,35     |
| Miasto | 1810   | 2,25   | 926     | 1,15    | 884       | 1,10      |
| Wieś   | 78 756 | 97,75  | 39 076  | 48,50   | 39 680    | 49,25     |

▶Wieś vs ▶miasto
Ogółem (▶k, ▶m)
Miasto (▶k, ▶m)
Wieś (▶k, ▶m)

## Zarząd powiatu
| Imię i nazwisko     | Przynależność | Funkcja         |
| Karol Tchórzewski   | PiS           | Starosta        |
| Małgorzata Cepek    | PiS           | Wicestarosta    |
| Edward Kokoszka     | PiS           | Członek Zarządu |
| Grzegorz Miezianko  | PiS           | Członek Zarządu |
| Kazimierz Prochenka | PiS           | Członek Zarządu |

| Imię i nazwisko     | Przynależność | Funkcja         |
| Karol Tchórzewski   | PiS           | Starosta        |
| Małgorzata Cepek    | PiS           | Wicestarosta    |
| Edward Kokoszka     | PiS           | Członek Zarządu |
| Grzegorz Miezianko  | PiS           | Członek Zarządu |
| Kazimierz Prochenka | PiS           | Członek Zarządu |

| Imię i nazwisko                     | Przynależność | Funkcja         |
| Dariusz Stopa                       | PSL           | Starosta        |
| Michał Okniński                     | PSL           | Wicestarosta    |
| Piotr Dymowski                      | PSL           | Członek Zarządu |
| Małgorzata Stolarzewska-Sierakowska | PSL           | Członek Zarządu |
| Mieczysław Ślaz                     | PSL           | Członek Zarządu |

| Imię i nazwisko                     | Przynależność | Funkcja         |
| Zygmunt Wielogórski                 | PSL           | Starosta        |
| Józefa Rychlik                      | Nasz Powiat   | Wicestarosta    |
| Włodzimierz Drabarek                | PO            | Członek Zarządu |
| Piotr Dymowski                      | PSL           | Członek Zarządu |
| Małgorzata Stolarzewska-Sierakowska | PSL           | Członek Zarządu |

| Imię i nazwisko     | Przynależność | Funkcja         |
| Zygmunt Wielogórski | PSL           | Starosta        |
| Bartłomiej Kurkus   | PiS           | Wicestarosta    |
| Leszek Borkowski    | PiS           | Członek Zarządu |
| Piotr Dymowski      | PSL           | Członek Zarządu |
| Henryk Ilczuk       | PiS           | Członek Zarządu |

| Imię i nazwisko     | Przynależność              | Funkcja         |
| Henryk Brodowski    | SLD                        | Starosta        |
| Zygmunt Wielogórski | PSL                        | Wicestarosta    |
| Mieczysław Izdebski | Samorząd. Porozum. Prawicy | Członek Zarządu |
| Alfred Potyra       | PSL                        | Członek Zarządu |
| Jan Skup            | SLD                        | Członek Zarządu |

| Imię i nazwisko    | Przynależność | Funkcja         |
| Adam Okliński      | PSL           | Starosta        |
| Leszek Borkowski   | AWS           | Wicestarosta    |
| Czesław Bielecki   | PSL           | Członek Zarządu |
| Adam Dołęga        | PSL           | Członek Zarządu |
| Władysław Klepacki | AWS           | Członek Zarządu |
| Zbigniew Stański   | PSL           | Członek Zarządu |

## Rada powiatu
Prawo i Sprawiedliwość                      17 215 głosów (47,9%)  –  12 mandatów
KKW Trzecia Droga Polska 2050-Polskie Stronnictwo Ludowe      10 013 głosów (27,8%) –     7 mandatów
Siedlecka Wspólnota Samorządowa     4 776 głosów (13,3%)   –   2 mandaty
- Wojciech Biarda
- Mirosław Bieniek
- Małgorzata Cepek
- Piotr Dymowski
- Jolanta Fałdowska
- Marek Gorzała
- Jacek Izdebski
- Edward Kokoszka
- Grzegorz Kośny
- Paweł Ksionek
- Wojciech Kubak
- Bartłomiej Kurkus
- Grzegorz Miezianko
- Michał Okniński
- Magdalena Paczóska
- Sławomir Piotrowski
- Daniel Polkowski
- Kazimierz Prochenka
- Marian Sekulski
- Małgorzata Stolarzewska-Sierakowska
- Dariusz Stopa

Prawo i Sprawiedliwość                      16 443 głosów (45,4%)  –  11 mandatów
Polskie Stronnictwo Ludowe               13 113 głosów (36,2%) –     7 mandatów
Siedlecka Wspólnota Samorządowa     6 629 głosów (18,3%)   –   3 mandaty
- Wojciech Biarda (PiS)
- Małgorzata Cepek (PiS)
- Piotr Dymowski (PSL)
- Jolanta Franczuk (PSL)
- Marek Gorzała (PiS)
- Jacek Izdebski (Siedlecka Wspólnota Samorządowa)
- Stanisław Kaliński (PSL)
- Witold Kąkol (PiS)
- Edward Kokoszka (PiS)
- Jan Kuć (PSL)
- Bartłomiej Kurkus (PiS)
- Grzegorz Miezianko (PiS)
- Tomasz Miszta (PSL)
- Jan Osiej (Siedlecka Wspólnota Samorządowa)
- Magdalena Paczóska (Siedlecka Wspólnota Samorządowa)
- Sławomir Piotrowski (PiS)
- Grzegorz Pomikło (PiS)
- Kazimierz Prochenka (PiS)
- Marian Sekulski (PiS)
- Małgorzata Stolarzewska-Sierakowska (PSL)
- Dariusz Stopa (PSL)

Polskie Stronnictwo Ludowe              14 817 głosów (46,8%) – 13 mandatów
Prawo i Sprawiedliwość                       8 945 głosów (28,2%)  –   7 mandatów
Samorząd Powiatu Siedleckiego         4 357 głosów (13,7%)   –   1 mandat
SLD Lewica Razem                             2 624 głosy (8,3%)
Nowa Prawica Janusza Korwin-Mikke     932 głosy (2,9%)
- Małgorzata Cepek (PiS)
- Piotr Dymowski (PSL)
- Jolanta Franczuk (PSL)
- Marek Gorzała (PiS)
- Sławomir Górka (PSL)
- Wiesław Klimek (PSL)
- Jan Kuć (PSL)
- Benon Kukla (PSL)
- Bartłomiej Kurkus (PiS)
- Tomasz Miszta (Samorząd Powiatu Siedleckiego)
- Michał Okniński (PSL)
- Sławomir Piotrowski (PiS)
- Marek Plichta (PSL)
- Grzegorz Pomikło (PiS)
- Kazimierz Prochenka (PiS)
- Józefa Rychlik (PSL)
- Marian Sekulski (PiS)
- Małgorzata Stolarzewska-Sierakowska (PSL)
- Mieczysław Ślaz (PSL)
- Zygmunt Wielogórski (PSL)
- Andrzej Wróbel (PSL)

Polskie Stronnictwo Ludowe      10 752 głosy (33,5%)    – 9 mandatów
Prawo i Sprawiedliwość               9 354 głosy (29,2%)    – 7 mandatów
Platforma Obywatelska               4 718 głosów (14,7%)  – 3 mandaty
Nasz Powiat                                4 422 głosy (13,8%)     – 2 mandaty
Porozumienie na Rzecz Powiatu 2 451 głosów (7,6%)
Sojusz Lewicy Demokratycznej      347 głosów (1,1%)
- Henryk Brodowski (Nasz Powiat)
- Włodzimierz Drabarek (PO)
- Piotr Dymowski (PSL)
- Marek Gorzała (PiS)
- Dariusz Jasiński (PSL)
- Wojciech Klepacki (PiS)
- Jan Kuć (PSL)
- Benon Kukla (PSL)
- Bartłomiej Kurkus (PiS)
- Wojciech Łęczycki (PiS)
- Tomasz Marciniuk (PiS)
- Michał Okniński (PSL)
- Marek Plichta (PSL)
- Grzegorz Pomikło (PiS)
- Kazimierz Prochenka (PiS)
- Barbara Rybaczewska (PO)
- Józefa Rychlik (Nasz Powiat)
- Małgorzata Stolarzewska-Sierakowska (PSL)
- Mieczysław Ślaz (PSL)
- Emil Wielogórski (PO)
- Andrzej Wróbel (PSL)

Prawo i Sprawiedliwość                          9 417 głosów (33,1%)  – 9 mandatów
Polskie Stronnictwo Ludowe                   9 097 głosów (32,0%)  – 7 mandatów
Samoobrona Rzeczypospolitej Polskiej  8 728 głosów (30,7%) – 5 mandatów
Liga Polskich Rodzin                              1 202 głosy (4,2%)
- Leszek Borkowski (PiS)
- Henryk Brodowski (Samoobrona RP)
- Włodzimierz Drabarek (PiS)
- Piotr Dymowski (PSL)
- Henryk Ilczuk (PiS)
- Dariusz Jasiński (PSL)
- Sławomir Kaleta (Samoobrona RP)
- Wiesław Klimek (PSL)
- Edward Kokoszka (PiS)
- Bartłomiej Kurkus (PiS)
- Tomasz Marciniuk (PiS)
- Marian Pawlak (PiS)
- Marek Plichta (PSL)
- Grzegorz Pomikło (PiS)
- Alfred Potyra (PSL)
- Kazimierz Prochenka (PiS)
- Józefa Rychlik (Samoobrona RP)
- Małgorzata Stolarzewska-Sierakowska (Samoobrona RP)
- Mieczysław Ślaz (PSL)
- Andrzej Wróbel (PSL)
- Dariusz Zając (Samoobrona RP)

Samoobrona Rzeczypospolitej Polskiej          8 294 głosy (28,0%)     – 7 mandatów
Polskie Stronnictwo Ludowe                          7 641 głosów (25,8%)   – 5 mandatów
Sojusz Lewicy Demokratycznej - Unia Pracy  6 192 głosy (20,9%)     – 6 mandatów
Samorządowe Porozumienie Prawicy             5 132 głosy (17,3%)     – 3 mandaty
Liga Polskich Rodzin                                      2 321 głosów (10,1%)
- Sławomir Adamiak (Sojusz Lewicy Demokratycznej-Unia Pracy)
- Piotr Boruc (Samoobrona RP)
- Henryk Brodowski (Sojusz Lewicy Demokratycznej-Unia Pracy)
- Piotr Dymowski (PSL)
- Henryk Ilczuk (Samorządowe Porozumienie Prawicy)
- Mieczysław Izdebski (Samorządowe Porozumienie Prawicy)
- Sławomir Jan Izdebski (Samoobrona RP)
- Dariusz Jasiński (PSL)
- Sławomir Kaleta (Sojusz Lewicy Demokratycznej-Unia Pracy)
- Stanisław Kałuża (Sojusz Lewicy Demokratycznej-Unia Pracy)
- Wiesław Klimek (PSL)
- Edward Kokoszka (Samoobrona RP)
- Krzysztof Kosieradzki (PSL)
- Bartłomiej Kurkus (Samorządowe Porozumienie Prawicy)
- Stanisław Ługowski (Samoobrona RP)
- Alfred Potyra (PSL)
- Jan Putkowski (Samoobrona RP)
- Józefa Rychlik (Samoobrona RP)
- Katarzyna Sachanowicz (Sojusz Lewicy Demokratycznej-Unia Pracy)
- Krzysztof Skaruz (Samoobrona RP)
- Jan Skup (Sojusz Lewicy Demokratycznej-Unia Pracy)

Przymierze Społeczne (PSL-UP-KPEiR)   9 446 głosów (38,7%)   – 16 mandatów
Akcja Wyborcza Solidarność                    8 885 głosów (36,4%)   – 13 mandatów
Sojusz Lewicy Demokratycznej                 5 585 głosów (22,9%)   – 6 mandatów
Towarzystwo Przyjaciół Korczewa                466 głosów (1,9%)
- Sławomir Adamiak (SLD)
- Wacław Antoniak (Przymierze Społeczne)
- Czesław Bielecki (Przymierze Społeczne)
- Leszek Borkowski (AWS)
- Henryk Brodowski (SLD)
- Adam Dołęga (Przymierze Społeczne)
- Piotr Dymowski (Przymierze Społeczne)
- Marek Gorzała (AWS)
- Mieczysław Izdebski (AWS)
- Stanisław Kaliński (Przymierze Społeczne)
- Władysław Klepacki (AWS)
- Krzysztof Kosieradzki (Przymierze Społeczne)
- Teresa Kozos (AWS)
- Roman Krasuski (AWS)
- Jan Kuć (Przymierze Społeczne)
- Jolanta Lutze (AWS)
- Krzysztof Łęczycki (SLD)
- Wojciech Łęczycki (AWS)
- Stanisław Okniński (Przymierze Społeczne)
- Tadeusz Okniński (Przymierze Społeczne)
- Stanisław Paciorek (Przymierze Społeczne)
- Grzegorz Pomikło (AWS)
- Alfred Potyra (Przymierze Społeczne)
- Jan Prekurat (Przymierze Społeczne)
- Kazimierz Prochenka (AWS)
- Teresa Rypina (AWS)
- Marian Sekulski (AWS)
- Andrzej Skolimowski (Przymierze Społeczne)
- Zbigniew Stański (Przymierze Społeczne)
- Anna Staręga (SLD)
- Zbigniew Świć (SLD)
- Tadeusz Woźny (SLD)
- Jerzy Zabłocki (Przymierze Społeczne)
- Michał Zamyłko (Przymierze Społeczne)
- Dariusz Zdunek (AWS)

| Wykaz wszystkich radnych powiatu siedleckiego | Wykaz wszystkich radnych powiatu siedleckiego | Wykaz wszystkich radnych powiatu siedleckiego | Wykaz wszystkich radnych powiatu siedleckiego |
|                                               | Radny                                         | Liczba kadencji                               | Okres zasiadania w radzie                     |
| --------------------------------------------- | --------------------------------------------- | --------------------------------------------- | --------------------------------------------- |
| 1                                             | Sławomir Adamiak                              | 2                                             | 1998–2006                                     |
| 2                                             | Wacław Antoniak                               | 1                                             | 1998–2002                                     |
| 3                                             | Wojciech Biarda                               | 1                                             | 2018–2022                                     |
| 4                                             | Czesław Bielecki                              | 1                                             | 1998–2002                                     |
| 5                                             | Leszek Borkowski                              | 2                                             | 1998–2002, 2006–2010                          |
| 6                                             | Piotr Boruc                                   | 1                                             | 2002–2006                                     |
| 7                                             | Henryk Brodowski                              | 4                                             | 1998–2014                                     |
| 8                                             | Małgorzata Cepek                              | 2                                             | 2014–2022                                     |
| 9                                             | Adam Dołęga                                   | 1                                             | 1998–2002                                     |
| 10                                            | Włodzimierz Drabarek                          | 2                                             | 2006–2014                                     |
| 11                                            | Piotr Dymowski                                | 6                                             | 1998–2022                                     |
| 12                                            | Jolanta Franczuk                              | 2                                             | 2014–2022                                     |
| 13                                            | Marek Gorzała                                 | 4                                             | 1998–2002, 2010–2022                          |
| 14                                            | Sławomir Górka                                | 1                                             | 2014–2018                                     |
| 15                                            | Henryk Ilczuk                                 | 2                                             | 2002–2010                                     |
| 16                                            | Jacek Izdebski                                | 1                                             | 2018–2022                                     |
| 17                                            | Mieczysław Izdebski                           | 2                                             | 1998–2006                                     |
| 18                                            | Sławomir Jan Izdebski                         | 1                                             | 2002–2006                                     |
| 19                                            | Dariusz Jasiński                              | 3                                             | 2002–2014                                     |
| 20                                            | Sławomir Kaleta                               | 2                                             | 2002–2010                                     |
| 21                                            | Stanisław Kaliński                            | 2                                             | 1998–2002, 2018–2022                          |
| 22                                            | Stanisław Kałuża                              | 1                                             | 2002–2006                                     |
| 23                                            | Witold Kąkol                                  | 1                                             | 2018–2022                                     |
| 24                                            | Władysław Klepacki                            | 1                                             | 1998–2002                                     |
| 25                                            | Wojciech Klepacki                             | 1                                             | 2010–2014                                     |
| 26                                            | Wiesław Klimek                                | 3                                             | 2002–2010, 2014–2018                          |
| 27                                            | Edward Kokoszka                               | 3                                             | 2002–2010, 2018–2022                          |
| 28                                            | Krzysztof Kosieradzki                         | 2                                             | 1998–2006                                     |
| 29                                            | Teresa Kozos                                  | 1                                             | 1998–2002                                     |
| 30                                            | Roman Krasuski                                | 1                                             | 1998–2002                                     |
| 31                                            | Jan Kuć                                       | 4                                             | 1998–2002, 2010–2022                          |
| 32                                            | Benon Kukla                                   | 2                                             | 2010–2018                                     |
| 33                                            | Bartłomiej Kurkus                             | 5                                             | 2002–2022                                     |
| 34                                            | Jolanta Lutze                                 | 1                                             | 1998–2002                                     |
| 35                                            | Krzysztof Łęczycki                            | 1                                             | 1998–2002                                     |
| 36                                            | Wojciech Łęczycki                             | 2                                             | 1998–2002, 2010–2014                          |
| 37                                            | Stanisław Ługowski                            | 1                                             | 2002–2006                                     |
| 38                                            | Tomasz Marciniuk                              | 2                                             | 2006–2014                                     |
| 39                                            | Grzegorz Miezianko                            | 1                                             | 2018–2022                                     |
| 40                                            | Tomasz Miszta                                 | 2                                             | 2014–2022                                     |
| 41                                            | Michał Okniński                               | 2                                             | 2010–2018                                     |
| 42                                            | Stanisław Okniński                            | 1                                             | 1998–2002                                     |
| 43                                            | Tadeusz Okniński                              | 1                                             | 1998–2002                                     |
| 44                                            | Jan Osiej                                     | 1                                             | 2018–2022                                     |
| 45                                            | Stanisław Paciorek                            | 1                                             | 1998–2002                                     |
| 46                                            | Magdalena Paczóska                            | 1                                             | 2018–2022                                     |
| 47                                            | Marian Pawlak                                 | 1                                             | 2006–2010                                     |
| 48                                            | Sławomir Piotrowski                           | 2                                             | 2014–2022                                     |
| 49                                            | Marek Plichta                                 | 3                                             | 2006–2018                                     |
| 50                                            | Grzegorz Pomikło                              | 5                                             | 1998–2002, 2006–2022                          |
| 51                                            | Alfred Potyra                                 | 3                                             | 1998–2010                                     |
| 52                                            | Jan Prekurat                                  | 1                                             | 1998–2002                                     |
| 53                                            | Kazimierz Prochenka                           | 5                                             | 1998–2002, 2006–2022                          |
| 54                                            | Jan Putkowski                                 | 1                                             | 2002–2006                                     |
| 55                                            | Barbara Rybaczewska                           | 1                                             | 2010–2014                                     |
| 56                                            | Józefa Rychlik                                | 4                                             | 2002–2018                                     |
| 57                                            | Teresa Rypina                                 | 1                                             | 1998–2002                                     |
| 58                                            | Katarzyna Sachanowicz                         | 1                                             | 2002–2006                                     |
| 59                                            | Marian Sekulski                               | 3                                             | 1998–2002, 2014–2022                          |
| 60                                            | Krzysztof Skaruz                              | 1                                             | 2002–2006                                     |
| 61                                            | Andrzej Skolimowski                           | 1                                             | 1998–2002                                     |
| 62                                            | Jan Skup                                      | 1                                             | 2002–2006                                     |
| 63                                            | Zbigniew Stański                              | 1                                             | 1998–2002                                     |
| 64                                            | Anna Staręga                                  | 1                                             | 1998–2002                                     |
| 65                                            | Małgorzata Stolarzewska-Sierakowska           | 4                                             | 2006–2022                                     |
| 66                                            | Dariusz Stopa                                 | 1                                             | 2018–2022                                     |
| 67                                            | Mieczysław Ślaz                               | 3                                             | 2006–2018                                     |
| 68                                            | Zbigniew Świć                                 | 1                                             | 1998–2002                                     |
| 69                                            | Emil Wielogórski                              | 1                                             | 2010–2014                                     |
| 70                                            | Zygmunt Wielogórski                           | 1                                             | 2014–2018                                     |
| 71                                            | Tadeusz Woźny                                 | 1                                             | 1998–2002                                     |
| 72                                            | Andrzej Wróbel                                | 3                                             | 2006–2018                                     |
| 73                                            | Jerzy Zabłocki                                | 1                                             | 1998–2002                                     |
| 74                                            | Michał Zamyłko                                | 1                                             | 1998–2002                                     |
| 75                                            | Dariusz Zając                                 | 1                                             | 2006–2010                                     |
| 76                                            | Dariusz Zdunek                                | 1                                             | 1998–2002                                     |

## Sąsiednie powiaty
- Siedlce (miasto na prawach powiatu)
- powiat łosicki
- powiat garwoliński
- powiat miński
- powiat węgrowski
- powiat sokołowski
- powiat siemiatycki (podlaskie)
- powiat łukowski (lubelskie)
- powiat bialski (lubelskie)